# Verwestlichung
Verwestlichung benennt summarisch Prozesse, in denen Gesellschaften oder Teile von ihnen Ideen, Verhaltensweisen und Wirtschaftsstrukturen aus der westlichen Welt übernehmen. Stammen diese aus den Vereinigten Staaten, nennt man diesen Prozess spezifischer auch Amerikanisierung, geht es dabei vor allem um Werte in der Zeit nach dem Zweiten Weltkrieg, Westernisierung.

## Bereiche der Verwestlichung
- westliche Traditionen in die Jurisdiktion, Völkerrecht
- westliche Ideale und Ideologien
- westliche Konsumgüter, Moden und Lebenseinstellungen

## Verwestlichung Deutschlands
Der Historiker Heinrich August Winkler äußerte in seinem im Jahr 2000 erschienenen Werk Der lange Weg nach Westen die These, Deutschland habe nicht schon mit der Westintegration, sondern erst mit der Wiedervereinigung einen Sonderweg – den „Deutschen Sonderweg“ – verlassen und sich in die Westliche Welt eingegliedert.

## Verwestlichung in asiatischen Gesellschaften
Als ein Paradebeispiel der Verwestlichung wird oft das Kaiserreich Japan (bzw. nach 1945 Japan) genannt, das nach jahrhundertelanger selbstgewählter Isolation im Zuge der Meiji-Restauration von der in der westlichen Welt entstandenen industriellen Revolution erfasst wurde. Es versuchte gleichwohl, im Bereich der japanischen Kultur eigene Traditionen fortzusetzen bzw. beizubehalten (vergleiche Kokutai und Nihonjinron).

## Verwestlichung in islamischen Gesellschaften

### Begrifflichkeit
Seit dem 19. Jahrhundert sind sich die westliche Gesellschaft und der Nahe wie Mittlere Osten beträchtlich nähergekommen. Es kam zu teils heftigen Friktionen. 
Im 19. Jahrhundert (siehe auch Zeitalter des Imperialismus) beherrschte das British Empire etwa ein Viertel der Landmasse der Welt und war die unangefochtene Weltmacht Nummer eins. Die Royal Navy dominierte die Weltmeere. 
Diese Berührungen drückten sich bezüglich der technologischen und geistigen Errungenschaften des modernen Westens zweierlei aus:
Islamische Völker mit reibungslosen gesellschaftlichen wie wirtschaftlichen Strukturen hatten relativ wenige westliche Einflüsse. Diese Staaten waren meist autark. Dies ermöglichte es ihnen, die Verwestlichung abzulehnen und sich abzuschotten.
Gleichwohl nahmen insbesondere die Oberschichten der urbanen Bevölkerung Impulse westlicher Zivilisation in ihr Leben auf. 

### Geschichte
Reformer wie beispielsweise der türkische Mustafa Kemal Atatürk, der iranische Reza Schah und der tunesische Habib Bourguiba sahen in der Verwestlichung eine Möglichkeit, den unterentwickelten Status ihrer Länder zu verbessern. Westliche Werte standen für die Reformer für Zivilisation und Fortschritt, während sie östliche Werte mit Rückständigkeit und gesellschaftlichen Stillstand assoziierten.
Kernbestandteil ihres Wirkens war die laizistisch motivierte Verdrängung religiöser Autoritäten aus der Einflusssphäre des gesellschaftlichen Lebens. Diese Europäisierung durchzog alle Bereiche des menschlichen Lebens wie das Bildungswesen, die fruchtbare Auseinandersetzung mit der Musik des Westens oder aber die erzwungene Einführung westlicher Bekleidung . So zum Beispiel die in der Türkei staatlich diktierte Hutreform aus dem Jahr 1924, als die kemalistische Regierung die traditionelle Kopfbedeckung des osmanischen Reichs, den Fes, gesetzlich verbot und zum Tragen eines Filzhutes verpflichtete. Ägypten folgte diesem Beispiel 1953.
Zum Teil trieben die Reformversuche insbesondere im künstlerischen Bereich eigenartige Blüten wie den Bau der Kairoer Oper oder die Etablierung der bislang unbekannten Symphonieorchester in islamischen Ländern. Der musikalischen Tradition im Orient war das nötige Instrumentarium bis dato unbekannt, wobei im Zuge der Türkenkriege wiederum die europäische Musik durch Militärmusik aus dem Osmanischen Reich Ergänzungen fand.
Die Modernisierungsprogramme trafen zumeist ohne vorhergehenden klassenübergreifenden Diskurs auf eine gänzlich unvorbereitete Bevölkerung. Deshalb verliefen sie wegen der reflexartigen Abwehrhaltung des Volkes auch oft im Sande. Vor allem kleine Gruppen aus der Oberschicht der Städte zeigten sich aufgeschlossen gegenüber den angebotenen Impulsen. Die Verbesserungen im Bereich der Erziehung und Maßnahmen zur Einführung einer arbeitsteiligen Volkswirtschaft trugen ihr Weiteres dazu bei, die Verwestlichung im Laufe der Zeit nachhaltig voranzutreiben.
Viele der Reformen scheiterten, da sie sich einem erstarkenden Nationalismus gegenübersahen. Dieser setzte die Verwestlichung mit Kolonialismus gleich. Die Verwestlichung gilt in diesem Sinne fundamentalistischen Kreisen als maßgebliches Erklärungsmodell für die oft desolaten wirtschaftlichen und politischen Verhältnisse islamischer Gesellschaften.
Laut Sabah Alnasseri führte die, von IWF und Weltbank gestützte, von oben aufgezwungene rigorose Modernisierung und Hinwendung zu Marktwirtschaft und Neoliberalismus nicht zum versprochenen Wohlstand und Schuldenabbau der betroffenen Länder, sondern verschlimmerte Armut, Auslandsverschuldung und politische Repressionen. Dieses Versagen nährte wiederum das Misstrauen gegen die Verwestlichung. Gewinner dieser neoliberal geprägten Öffnung (infitah) waren lediglich die Großgrundbesitzer. Die gewaltsam vertriebenen Kleinbauern und Lohnabhängigen wurden marginalisiert. Die resultierenden Brotaufstände beendete das jeweils eingesetzte Militär blutig (Ägypten 1977, Algerien 1988, Tunesien 1984, Marokko 1984, Jordanien in den 90ern).

### Abgrenzung zur Globalisierung
Der Begriff Globalisierung umfasst nach Brockhaus 1997 die liberale Wirtschaftstheorie und neoliberale Marktwirtschaft. Freier Handel und eine offene Wirtschaft gelten als Triebfedern des Fortschritts und als Grundlage dafür, Friktionen zwischen Gesellschaften durch den gemeinsamen Austausch von Informationen und Waren aller Art abzumildern. Die liberale Utopie sieht laut Czempiel als Ergebnis des Austausches eine Weltordnung, in der Wohlstand, Frieden und Demokratie eine Ablösung der Nationalstaaten bewirken.
Verwestlichung ist demgegenüber ein einseitiger Prozess.

### Fundamentalismus und Verwestlichung
Insbesondere islamische Fundamentalisten stellen einen Zusammenhang zwischen den fehlgeschlagenen Reformen und ehemaligem Kolonialismus her. Die Wenigsten lehnen jedoch westliche naturwissenschaftliche und technologische Errungenschaften ab und akzeptieren den irreversiblen Anschluss islamischer Staaten an die "Weltzivilisation". Die Mehrheit bedient sich der Medien und neuen Kommunikationsformen und zeigt reges Interesse selbst an Erkenntnissen westlicher Philosophie, Theologie und der Sozialwissenschaften. Jedoch distanzieren sie sich vehement von westlichen Einflüssen, welche die muslimische Identität oder das Wesen des Islam verändern könnte.
Dabei fällt es schwer, sich im Diskurs mit dem Westen und dem Kampf gegen Verwestlichung glaubwürdig zu positionieren. Auf der einen Seite werden etwa Massenmedien akzeptiert und genutzt und die Vorwürfe gehen gegen die Verwestlichung durch diverse Fernsehserien aus USA oder modische Erscheinungen aus Europa. Zugleich sehen sich Theologen und Intellektuelle aus dem islamischen Raum genötigt, sich von radikalen Denkansätzen zu distanzieren, welche sich gegen jegliche Annäherung an den Westen verschließen und sich für eine Wiedereinführung der Verhältnisse zur Zeit ihres Propheten in Medina einsetzen. Der Anteil an naturwissenschaftlich ausgebildeten Akademikern unter diesen radikalen Gruppierungen ist laut Heine relativ hoch.
Die Verwestlichung birgt jedoch nicht nur Gefahren für die islamische Identität, sondern bietet gleichzeitig die Möglichkeit, Identität zu stiften und zu schützen.

### Fundamentalistische Reaktion
Die westliche Kultur eroberte energisch ab dem achtzehnten Jahrhundert einen geschwächten Osten, welcher sich nicht dazu in der Lage sah, adäquat zu reagieren und sich den neuen Herausforderungen zu stellen.
Im Gegensatz zu früheren Zeiten sah sich der Islam nicht dazu in der Lage, sich umzugestalten und damit zu erneuern. In Folge verlor er an Einfluss. Dieses Gefühl der Ohnmacht entwickelte sich zum Trauma der muslimischen Welt. Besonders beschämend empfanden es Muslime, die Modernisierung nicht mehr anzuführen, sondern abhängig zu sein von europäischem Handeln und Denken. Dies bewirkte die scharfe Spaltung des Westens vom Osten, speziell dem Islam.
Die zunehmende Verwestlichung und Europäisierung der islamischen Welt erzeugte Unmut gegenüber der neuen Art von Globalisierung. Infolgedessen wehrte man sich vehement gegen jeglichen Einfluss von außen.
Einen Höhepunkt in dieser Entwicklung stellen die bis dahin unbekannten Selbstmordattentäter dar. Diese Verzweiflungstaten signalisieren Aussichtslosigkeit und die Überzeugung, gegen einen übermächtigen Gegner anzukämpfen.
Die durch den europäischen Kolonialismus hervorgerufene Machtlosigkeit, Fremdherrschaft und ein Identitätsverlust verstärkten sich durch die Wahrnehmung wirtschaftlicher und politischer Überlegenheit des Westens. Teile der Moslems flüchteten in eine als Rückbesinnung auf die Ursprünge des Islam vorgestellte und damit konstruierte Projektion. Die aus dieser Haltung entstandenen politischen Richtungen bezeichnen westliche Beobachter als islamistisch bzw. fundamentalistisch. Der Fundamentalismus ist also lediglich eine vieler Antworten aller großen Gesellschaften und Religionen auf die Herausforderungen der (Post-)Moderne. Er erwächst aus dem Bedürfnis, der Problematik der Moderne zu entfliehen und sich in die Religion zurückzuziehen (Komplexitätsreduktion).